# أورسولا فان وليامز
أورسولا فان وليامز (بالإنجليزية: Ursula Vaughan Williams)‏ (15 مارس 1911، فاليتا في مالطا - 23 أكتوبر 2007، لندن في المملكة المتحدة)؛ ملحنة، كاتِبة وشاعرة بريطانية.

## روابط خارجية
- أورسولا فوغان وليامز على موقع ميوزك برينز (الإنجليزية)
- أورسولا فوغان وليامز على موقع ديسكوغز (الإنجليزية)